# غريغ أولسون (لاعب كرة قاعدة)
غريغ أولسون (بالإنجليزية: Gregg Olson)‏ هو لاعب كرة قاعدة أمريكي، ولد في 11 أكتوبر 1966 في سكريبنير في الولايات المتحدة.

## وصلات خارجية
- غريغ أولسون (لاعب كرة قاعدة) على موقع دوري كرة القاعدة الرئيسي (الإنجليزية)
- غريغ أولسون (لاعب كرة قاعدة) على موقعبيزبول رفرنس.كوم (الدوري الرئيسي) (الإنجليزية)
- غريغ أولسون (لاعب كرة قاعدة) على موقعبيزبول رفرنس.كوم (الدوري الثانوي) (الإنجليزية)
- غريغ أولسون (لاعب كرة قاعدة) على موقع إي إس بي إن.كوم (أم.أل.بي) (الإنجليزية)
- غريغ أولسون (لاعب كرة قاعدة) على موقع مشجعي الرسوم البيانية (الإنجليزية)